# Pachnolepia
Pachnolepia is een geslacht van schimmels behorend tot de familie Arthoniaceae. Het geslacht bestond uit meerdere soorten, maar door taxomische herindeling alleen nog Pachnolepia pruinata overgebleven (peildatum december 2023).